# Neuenkirchen (Kreis Steinfurt)
Neuenkirchen település Németországban, azon belül Észak-Rajna-Vesztfália tartományban. Lakosainak száma 14 096 fő (2023. december 31.). Neuenkirchen Rheine, Emsdetten, Steinfurt, Salzbergen és Wettingen községekkel határos.

## Népesség
A település népességének változása:
| Lakosok száma | 11 014 | 13 578 | 13 856 | 13 905 | 13 865 | 14 072 | 14 096 |
|               | 1975   | 2014   | 2017   | 2019   | 2021   | 2022   | 2023   |